# Audincthun
Audincthun é uma comuna francesa na região administrativa de Altos da França, no departamento de Pas-de-Calais. Estende-se por uma área de 15,26 km². Em 2010 a comuna tinha 670 habitantes (densidade: 43,9 hab./km²).